# أحمد الكعبي
أحمد الكعبي (1 ديسمبر 1987-) هو لاعب كرة قدم سعودي، في مركز وسط.

## مسيرته
كانت بداياته في نادي الشباب اعير في أحد المواسم إلى نادي القادسية وعاد بعدها إلى الشباب وفي مطلع موسم 2011-2012 انتقل إلى نادي الرائد و لعب بعدها لأندية الشعلة و الحزم و الرياض و الكوكب .